# Sean-Michael Stephen
Sean Michael Stephen, né le 27 octobre 1982 à Oakville (Ontario) est un joueur de rugby à XV, qui joue avec l'équipe du Canada et avec l'équipe canadienne d'Oakville Crusaders, évoluant au poste de troisième ligne centre (1,96 m pour 108 kg). 

## Carrière

### En club
- Oakville Crusaders  Canada
- AS Béziers  France 2006-2007
- Oakville Crusaders  Canada
- Plymouth Albion  Angleterre 2010-2014

## Palmarès
(Au 05.05.2020)
- 22 sélections avec l'équipe du Canada
- 25 points
- 5 essais
- Sélectionné pour la Coupe du Monde 2007.